# جاك بالدوين (سائق سباق)
جاك بالدوين (بالإنجليزية: Jack Baldwin)‏ هو سائق سباق أمريكي، ولد في 31 مايو 1948 في تامبا في الولايات المتحدة.